# Tsundoku

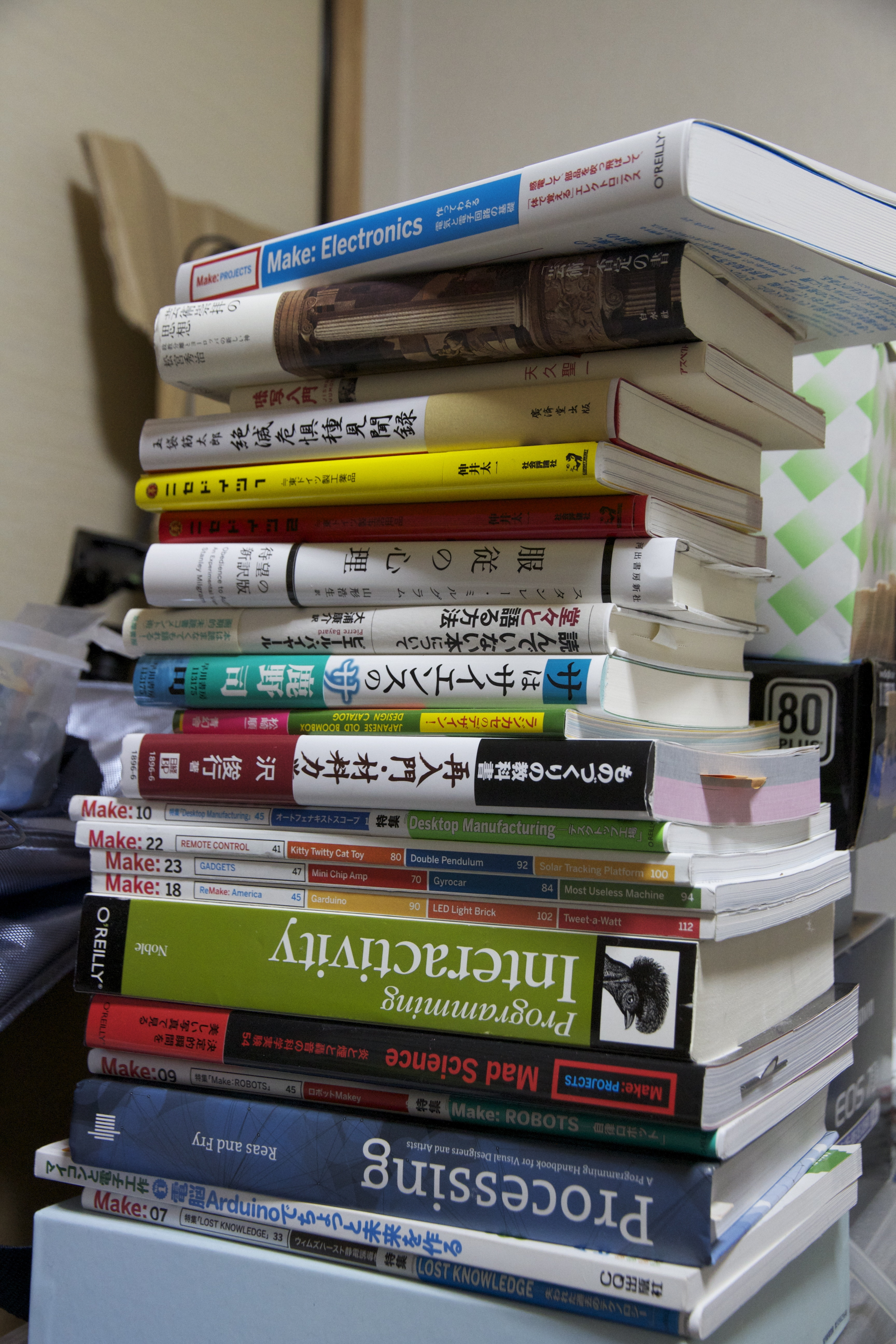
Llibres amuntegats.

Tsundoku és un terme japonès (積ん読) que descriu l'hàbit —molt arrelat entre certes persones i relacionat amb la bibliomania— d'adquirir materials de lectura, tot deixant que s'amunteguin a casa sense llegir-los.
Es tracta d'un mot que es va originar a l'Era Meiji (1868-1912) com a terme d'argot i que combina elements de 「積 ん で お く」 tsunde-oku, que significa deixar coses enllestides per a un ús posterior i de「読 書」 dokusho, lectura de llibres. També s'utilitza per referir-se als llibres preparats per a una lectura posterior, quan estan col·locats en un prestatge. En la seva grafia actual, el mot combina els caràcters que representen 'apilar' (積) i 'llegir' (読).